# Ken Paxton
Warren Kenneth Paxton Jr., född 23 december 1962, är en amerikansk advokat och politiker som verkat som Attorney General för Texas sedan januari 2015.  Han tjänstgjorde tidigare som Texas-senator för det åttonde distriktet och som representant i Texas representanthus for det 70:e distriktet. 